# Juan José Méndez (lekkoatleta)
Juan José Méndez (ur. 27 kwietnia 1988) – meksykański lekkoatleta specjalizujący się w rzucie oszczepem.
Odpadł w eliminacjach podczas mistrzostw świata juniorów młodszych w Marrakeszu (2005). Brązowy medalista mistrzostw panamerykańskich juniorów (2007). W 2008 zdobył brązowy medal młodzieżowych mistrzostw NACAC oraz był czwarty podczas mistrzostw Ameryki Środkowej i Karaibów. Podczas kolejnej edycji czempionatu Ameryki Środkowej i Karaibów, latem 2009, był piąty. W 2010 był czwarty na mistrzostwach ibero-amerykańskich, zwyciężył w młodzieżowych mistrzostwach strefy NACAC oraz zdobył brązowy medal igrzysk Ameryki Środkowej i Karaibów. Zajął siódme miejsce na uniwersjadzie w Shenzhen oraz ósme na igrzyskach panamerykańskich (2011). Złoty medalista mistrzostw ibero-amerykańskich z Barquisimeto (2012). W 2014 sięgnął po srebro igrzysk Ameryki Środkowej i Karaibów.
Złoty medalista mistrzostw Meksyku.
Rekord życiowy: 78,43 (21 czerwca 2013, Zapopan). 

## Osiągnięcia
| Rok  | Impreza                                  | Miejsce      | Lokata            | Wynik |
| ---- | ---------------------------------------- | ------------ | ----------------- | ----- |
| 2005 | Mistrzostwa świata juniorów młodszych    | Marrakesz    | el. –             | 64,47 |
| 2007 | Mistrzostwa panamerykańskie juniorów     | São Paulo    | 3. miejsce        | 70,68 |
| 2008 | Mistrzostwa Ameryki Środkowej i Karaibów | Cali         | 4. miejsce        | 65,03 |
| 2008 | Młodzieżowe mistrzostwa NACAC            | Toluca       | 3. miejsce        | 69,67 |
| 2009 | Mistrzostwa Ameryki Środkowej i Karaibów | Hawana       | 5. miejsce        | 68,77 |
| 2010 | Mistrzostwa ibero-amerykańskie           | San Fernando | 4. miejsce        | 74,17 |
| 2010 | Młodzieżowe mistrzostwa NACAC            | Miramar      | 1. miejsce        | 69,94 |
| 2010 | Igrzyska Ameryki Środkowej i Karaibów    | Mayagüez     | 3. miejsce        | 76,03 |
| 2011 | Uniwersjada                              | Shenzhen     | 7. miejsce        | 76,46 |
| 2011 | Igrzyska panamerykańskie                 | Guadalajara  | 8. miejsce        | 74,18 |
| 2012 | Mistrzostwa ibero-amerykańskie           | Barquisimeto | 1. miejsce        | 77,33 |
| 2013 | Uniwersjada                              | Kazań        | el. – 15. miejsce | 69,70 |
| 2014 | Igrzyska Ameryki Środkowej i Karaibów    | Xalapa       | 2. miejsce        | 76,80 |